# 城堡街

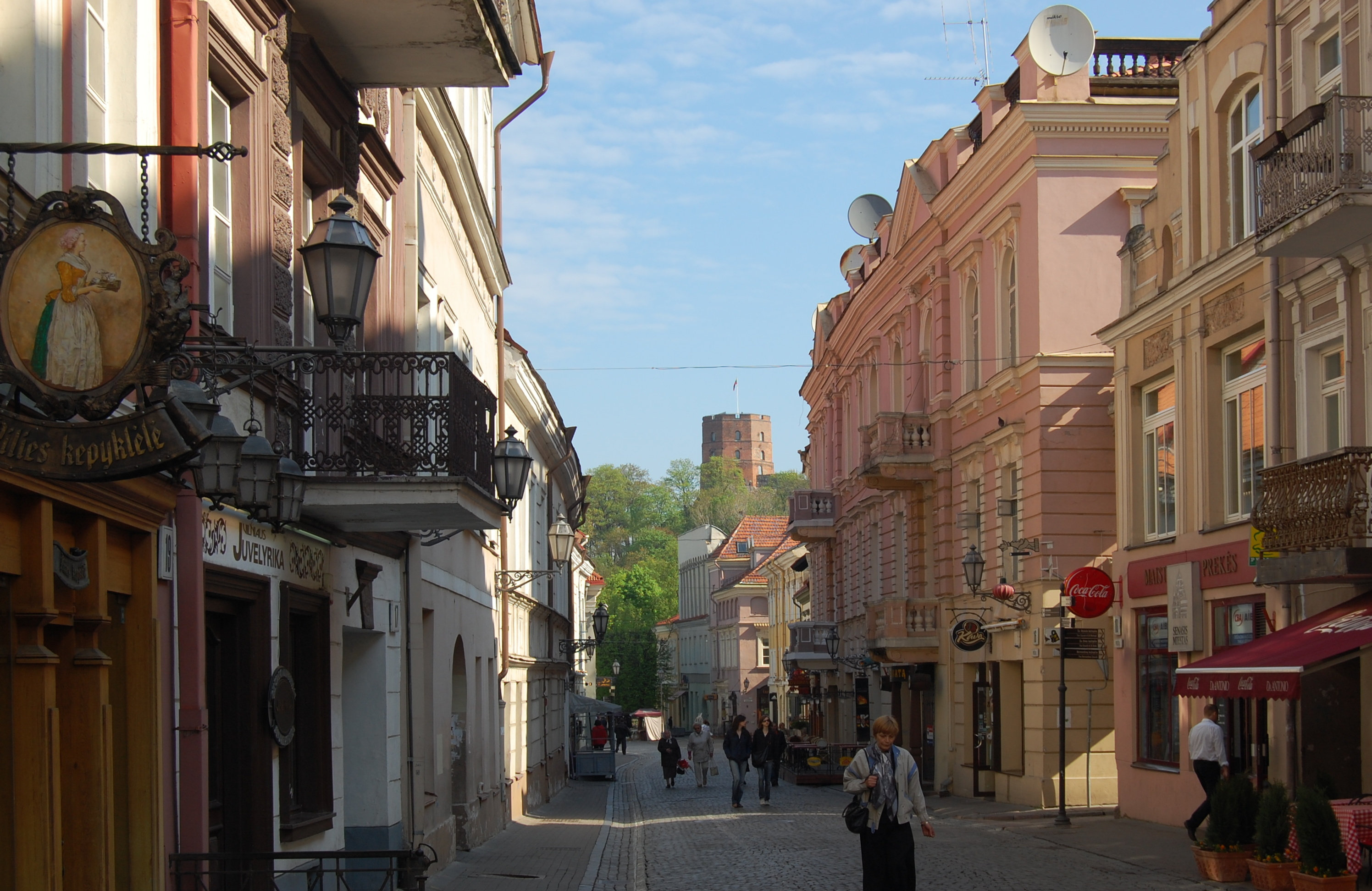
城堡街

城堡街是立陶宛維爾紐斯舊城區的主要街道之一。這條街非常短，起點是大教堂廣場，終點是市政廳廣場。城堡街沿途有眾多賣藝者和出售紀念品的商人。此外逢重大節慶時，城堡街經常舉行遊行。
54°41′05″N 25°17′22″E / 54.68472°N 25.28944°E